# Área de Proteção Ambiental Parque e Fazenda do Carmo
A APA do Parque e Fazenda do Carmo é uma Área de Proteção Ambiental, localizada na região leste do município de São Paulo, que foi regulamentada pelo decreto n° 37.678, de 20 de outubro de 1993, pelo então governador do estado de São Paulo Luiz Antônio Fleury Filho.
Possui uma área de 867,60 ha, contendo áreas de lazer como o Parque do Carmo e o Sesc Itaquera, e contém também uma grande reserva ambiental que se chama Parque Natural Municipal Fazenda do Carmo.
Essa APA foi criada devido o surgimento de grandes avenidas e estações de metrô na região do rio Aricanduva, o que desencadeou uma explosão demográfica na região, o principal objetivo é garantir uma melhor qualidade de vida para toda a população da região leste de São Paulo, que direta e indiretamente são influenciados pelas consequências de um bom ou mal planejamento urbano.